# Обреимов, Василий Иванович
Васи́лий Ива́нович Обреи́мов (3 (17) февраля 1843, Чебоксары — 2 (15) февраля 1910, Лесное, Санкт-Петербург) — прогрессивный деятель просвещения, автор «Математических софизмов» и других популярных физико-математических пособий.

## Биография
Родился в городе Чебоксары. Отец был небогатым купцом.
Окончил Ярославскую гимназию и Казанский университет, в котором получил научную степень. Обучаясь в Казанском университете, Василий Обреимов познакомился с женой известного астраханского купца Тетюшинова — Кларой Тетюшиновой, последовательницей идей Н. А. Добролюбова. С 1869 года он получил в Екатеринбургской гимназии должность преподавателя физики и математики. Сразу зарекомендовал себя, как всесторонне образованный человек и отличный преподаватель.
Одновременно Василий Обреимов со своей первой женой Кларой Тетюшиновой начинают просветительскую деятельность и вне стен гимназии.
Один из соорганизаторов первого уральского научного общества — УОЛЕ совместно с Онисимом Клером, также преподававшим в Екатеринбургской гимназии. Кроме научной и краеведческой деятельности он, будучи «чайковцем», также проводил «народнические» лекции. В 1872 году, когда на чайковцев начались первые гонения, его попытались уволить.

«принял на себя пропаганду иррелигиозности, равноправия мужчин с женщиной, равенства всех» 

«давал ученикам … книгу Флеровского „Азбука социальных наук“ и другие социалистические сочинения»
— из доноса попечителя Казанского учебного округа Шестакова на имя Д. А. Толстого 14 мая 1872
Гимназисты выразили дружный протест, что привело власти в негодование. В. И. Обреимов и другие поддержавшие его учителя были высланы без права учительствовать. Досталось и Онисиму Клеру, а директор гимназии Вячеслав Всеволодов вынужден был покинуть свой пост.
В начале 1890-х годов Василий Обреимов эмигрировал из России, а затем женился на Александре Николаевне Скрипициной, которая родила ему двоих сыновей Ивана (1894) и Александра (1896). В год рождения младшего сына Василий Обреимов с семьёй нелегально возвращается в Россию. Здесь он преподаёт, участвует в издании энциклопедического словаря, выпускает две книги.
В 1905 году В. И. Обреимов получает помилование и переходит на легальное положение — поселяется под Петербургом и преподаёт в  Лесном училище.

## Произведения
- Обреимов В. И. Математические софизмы. — 1889, 89 с.
- «Тройная головоломка» (1884)
- «Элементы арифметики» (1906)
- «Дополнительные статьи из курса математики в V классе» (1908)
- Перевод книги «Математические развлечения» Э. Люка (1883)

Переизданные труды:
- Обреимов В. Тройная головоломка. Сборник геометрических игр. — СПб: Ф. Павленков, 1884.
- Обреимов В. Математические софизмы. — СПб: Ф. Павленков, 1898.